# 헤로데 아그리파 2세
헤로데 아그리파 2세(27년경-100년경)는 이름을 마르쿠스 율리우스 아그리파(Marcus Julius Agrippa)라고 하는 고대 유대지방의 국왕이다.아버지는 헤로데 아그리파 1세이다. 베레니케와 드루실라 두 여동생이 있었다. 로마제국과 친밀한 관계를 유지하며 로마 파견 총독과 함께 유대를 통치했다.

## 개설
아그리파 2세는 헤로데 대왕의 증손인데 1차 유대전쟁 때 로마군과 동맹해 헤로데 대왕이 조영한 예루살렘 성전을 파괴한 것으로 알려져 있다.왜냐하면, 아그리파 2세의 피에는, 적대하는 하스몬 왕국과 헤로데 왕조의 피가 섞여 있기 때문이다.증조부는 하스몬 왕조를 유린하고 납치한 헤로데 대왕, 왕비인 증조모는 하스몬 왕조의 왕녀 마리암네 1세. 그리고 조부가 헤로데 대왕에 의해 처형된 헤로데 대왕의 왕자 아리스토브로스 4세(영어판), 왕비가 헤로데 대왕의 여동생 살로메의 딸 베로니카. 그리고 두 사람 사이에서 태어난 것이 아버지 아크리파 1세(기원전 10년-기원후 44년)이다.
아그리파 2세는 클라우디우스 황제의 궁정에서 자랐다.백부인 헤로데 2세(아그리파 1세의 형)의 죽음으로 48년 예루살렘 성전의 관리직을 승계하지만 클라우디우스 황제의 도움으로 카르키스의 사분봉 영주가 된다. 후에 카르키스 대신 필리포스와 류사니아스의 총독 영주가 된다. 유대전쟁 때는 나중에 황제가 될 베스파시아누스를 2000명의 병사를 대여해 지원하고 있다.그런 의미에서 유대교도여도 그는 완전한 로마인이었다고 할 수 있을 것이다.100년경 트라야누스 황제 치하의 로마에서 사망했다.헤로데 대왕을 비롯한 헤로데 왕조에 이은 마지막 지배자가 되었다.
신약성경 사도행전 25장26장에 따르면 아그리파 2세는 여동생 베레니케와 함께 총독 페스투스를 카이사리아에 방문했을 때 사로잡힌 몸이었던 바울의 이야기를 들을 기회를 가졌고 그 말에 감명을 받았다고 한다.이는 59년 무렵의 일로 여겨진다.
한편 아그리파가 항상 베레니케를 대동했던 건 유대인들로 하여금 근친상간 혐의를 늘 품게 하는 일이 됐다. 게다가 그 여동생 드루실라는 총독 펠릭스의 아내였다.

## 같이 보기
프로빈키아 유다이아